# Cathy Weseluck
Cathy Weseluck (ur. 21 sierpnia 1970 w Toronto) – kanadyjska aktorka i wokalistka.
Jest oryginalnym głosem Spike’a w serialu My Little Pony: Przyjaźń to magia.

## Filmografia (wybór)
- Barbie and the Magic of Pegasus – Lilac
- Barbie: Fairytopia – Dizzle
- Barbie: Mariposa – Zinzee, Dizzle, Fairy Speck
- Tom and Jerry – Thomasina
- My Little Pony: Friendship Is Magic – Spike
- My Little Pony: Equestria Girls – Spike[2]